# In the Life (álbum)
In The Life (estilizado em maiúsculas) é o quinto álbum da banda japonesa de hard rock B'z, lançado em 27 de novembro de 1991 pela BMG Japan. Possui uma sonoridade mais pesada que os antecessores, com as guitarras de Tak Matsumoto ganhando mais espaço, embora o uso de sintetizadores ainda seja grande. Esse álbum é considerado uma ponte entre o pop rock de Risky e o hard rock de Run.
In The Life Vendeu 2.402.970 cópias no total, chegando à 1ª colocação da Oricon Albums Chart.

## Faixas
Todas as letras escritas por Koshi Inaba, todas as músicas compostas por Tak Matsumoto.
| N.º            | Título                                                 | Duração |  |
| 1.             | "Wonderful Opportunity"                                | 4:37    |  |
| 2.             | "Tonight (Is The Night)"                               | 4:51    |  |
| 3.             | "Kairaku No Heya" (『快楽の部屋』)                     | 4:52    |  |
| 4.             | "Urei no Gypsy" (憂いのGYPSY)                          | 6:40    |  |
| 5.             | "Crazy Rendezvous"                                     | 4:22    |  |
| 6.             | "Mou Ichidou Kiss Shitakatta" (もう一度キスしたかった) | 4:37    |  |
| 7.             | "Wild Life"                                            | 4:28    |  |
| 8.             | "Soredemo Kiminiwa Modorenai" (それでも君には戻れない) | 4:43    |  |
| 9.             | "Aikawarazu na Bokura" (あいかわらずなボクら)          | 1:41    |  |
| 10.            | "Alone"                                                | 6:20    |  |
| Duração total: | Duração total:                                         | 47:25   |  |

## Ficha técnica
- Koshi Inaba - vocais
- Tak Matsumoto - guitarra